# International Alliance for Women in Music
International Alliance for Women in Music, IAWM, (česky Mezinárodní sdružení žen v hudbě) je mezinárodní členská organizace žen a mužů snažících se o podporu a propagaci činnosti žen v hudební oblasti, zejména v oborech, jako je vytváření hudebních děl, vystupování a výzkum, kde historicky existuje diskriminace pohlaví.
Snahou sdružení je zvýšit procentuální zastoupení skladatelek v programové skladbě nejrůznějších hudebních akcí, bojovat proti diskriminaci žen v orchestrech včetně symfonických a zvýšit všeobecné povědomí o práci žen hudebnic i prostřednictvím učebnic a vysokoškolských kurikul.

## Historie
Mezinárodní sdružení žen v hudbě vzniklo roku 1995 sloučením tří organizací založených v 70. letech v období zvýšeného zájmu o ženská práva, aby bojovaly proti nespravedlivému zacházení s ženami v hudební oblasti. Byly to:
- Mezinárodní liga žen skladatelek (International League of Women Composers, ILWC), kterou v roce 1975 založila Nancy Van de Vateová, aby vytvořila a rozšířila možnosti a příležitosti hudebních skladatelek.[1]